# Liste der Präfekturvögel Japans
Im Folgenden sind für alle japanischen Präfekturen nach geographischer Verteilung von Norden nach Süden geordnet die offiziellen Präfekturvögel gelistet, welche die jeweilige Region repräsentieren sollen. Einige Vögel stehen auch für mehrere Präfekturen (z. B. Alpenschneehuhn, Mandarinente, Schwan). Neben Präfekturvögeln existieren auch ähnliche Präfektur-Symbole beispielsweise für Bäume, Blüten und Fische.
| ISO | Präfektur | Bild | Name                                                        | Jap. Name                          | Anmerkungen         |
| --- | --------- | ---- | ----------------------------------------------------------- | ---------------------------------- | ------------------- |
| 1   | Hokkaidō  |      | Mandschurenkranich (Grus japonensis)                        | タンチョウ Tanchō                  | Naturdenkmal Japans |
| 2   | Aomori    |      | Schwan                                                      | ハクチョウ Hakuchō                 |                     |
| 3   | Iwate     |      | Buntfasan (Phasianus versicolor)                            | キジ Kiji                          |                     |
| 4   | Miyagi    |      | Gans                                                        | ガン Gan                           |                     |
| 5   | Akita     |      | Kupferfasan (Syrmaticus soemmerringii)                      | やまどり Yamadori                  |                     |
| 6   | Yamagata  |      | Mandarinente (Aix galericulata)                             | オシドリ Oshidori                  |                     |
| 7   | Fukushima |      | Narzissenschnäpper (Ficedula narcissina)                    | キビタキ Kibitaki                  |                     |
| 8   | Ibaraki   |      | Feldlerche (Alauda arvensis)                                | ヒバリ Hibari                      |                     |
| 9   | Tochigi   |      | Japanschnäpper (Cyanoptila cyanomelana)                     | オオルリ Ooruri                    |                     |
| 10  | Gunma     |      | Kupferfasan (Syrmaticus soemmerringii)                      | ヤマドリ Yamadori                  |                     |
| 11  | Saitama   |      | Türkentaube (Streptopelia decaocto)                         | シラコバト Shirakobato             |                     |
| 12  | Chiba     |      | Wiesenammer (Emberiza cioides)                              | ホオジロ Hoojiro                   |                     |
| 13  | Tokio     |      | Lachmöwe (Larus ridibundus)                                 | ユリカモメ Yurikamome              |                     |
| 14  | Kanagawa  |      | Sturmmöwe (Larus canus)                                     | カモメ Kamome                      |                     |
| 15  | Niigata   |      | Nipponibis (Nipponia nippon)                                | トキ Toki                          | Naturdenkmal Japans |
| 16  | Toyama    |      | Alpenschneehuhn (Lagopus muta)                              | ライチョウ Raichō                  | Naturdenkmal Japans |
| 17  | Ishikawa  |      | Steinadler (Aquila chrysaetos)                              | イヌワシ Inuwahi                   |                     |
| 18  | Fukui     |      | Turdus eunomus                                              | ツグミ Tsugumi                     |                     |
| 19  | Yamanashi |      | Japanseidensänger (Horornis diphone)                        | うぐいす Uguisu                    |                     |
| 20  | Nagano    |      | Alpenschneehuhn (Lagopus muta)                              | 雷鳥 Raichō                        | Naturdenkmal Japans |
| 21  | Gifu      |      | Alpenschneehuhn (Lagopus muta)                              | 雷鳥 Raichō                        | Naturdenkmal Japans |
| 22  | Shizuoka  |      | Japanparadiesschnäpper (Terpsiphone atrocaudata)            | さんこうちょう Sankōchō            |                     |
| 23  | Aichi     |      | Zwergohreule (Otus scops)                                   | コノハズク Konhazuku               |                     |
| 24  | Mie       |      | Seeregenpfeifer (Charadrius alexandrinus)                   | シロチドリ Shirochidori            |                     |
| 25  | Shiga     |      | Zwergtaucher (Tachybaptus ruficollis)                       | かいつぶり Kaitsuburi              |                     |
| 26  | Kyōto     |      | Weißgesicht-Sturmtaucher (Calonectris leucomelas)           | オオミズナギドリ Ōmizunagidori     |                     |
| 27  | Osaka     |      | Büffelkopfwürger (Lanius bucephalus)                        | もず Mozu                          |                     |
| 28  | Hyōgo     |      | Schwarzschnabelstorch (Ciconia boyciana)                    | コウノトリ Kōnotori                | Naturdenkmal Japans |
| 29  | Nara      |      | Rostkehlnachtigall (Larvivora akahige)                      | こまどり Komadori                  |                     |
| 30  | Wakayama  |      | Japanbrillenvogel (Zosterops japonicus)                     | メジロ Mejiro                      |                     |
| 31  | Tottori   |      | Mandarinente (Aix galericulata)                             | オシドリ Oshidori                  |                     |
| 32  | Shimane   |      | Schwan                                                      | ハクチョウ Hakuchō                 |                     |
| 33  | Okayama   |      | Buntfasan (Phasianus versicolor)                            | きじ Kiji                          |                     |
| 34  | Hiroshima |      | Sterntaucher (Gavia stellata)                               | アビ Abi                           |                     |
| 35  | Yamaguchi |      | Mönchskranich (Grus monacha)                                | ナベヅル Nabezuru                  |                     |
| 36  | Tokushima |      | Weißer Reiher (Mittelreiher, Silberreiher und Seidenreiher) | しらさぎ Shirasagi                 |                     |
| 37  | Kagawa    |      | Gackelkuckuck (Cuculus poliocephalus)                       | ホトトギス Hototogisu              |                     |
| 38  | Ehime     |      | Rostkehlnachtigall (Larvivora akahige)                      | こまどり Komadori                  |                     |
| 39  | Kōchi     |      | Nymphenpitta (Pitta nympha)                                 | ヤイロチョウ Yairochō              |                     |
| 40  | Fukuoka   |      | Japanseidensänger (Horornis diphone)                        | うぐいす Uguisu                    |                     |
| 41  | Saga      |      | Elster (Pica pica)                                          | カササギ Kasasagi                  |                     |
| 42  | Nagasaki  |      | Mandarinente (Aix galericulata)                             | オシドリ Oshidori                  |                     |
| 43  | Kumamoto  |      | Feldlerche (Alauda arvensis)                                | ヒバリ Hibari                      |                     |
| 44  | Ōita      |      | Japanbrillenvogel (Zosterops japonicus)                     | めじろ Mejiro                      |                     |
| 45  | Miyazaki  |      | Phasianus soemmerringii ijimae                              | コシジロヤマドリ Koshijiroyamadori |                     |
| 46  | Kagoshima |      | Prachthäher (Garrulus lidthi)                               | ルリカケス Rurikakesu              |                     |
| 47  | Okinawa   |      | Okinawa-Specht (Sapheopipo noguchii)                        | ノグチゲラ Noguchigera             | Naturdenkmal Japans |